# Franse en Indiaanse oorlogen
De Franse en Indiaanse oorlogen is een term die gebruikt wordt om vier 17e- en 18e-eeuwse oorlogen aan te duiden die uitgevochten werden in Noord-Amerika, terwijl er in Europa ook gevochten werd tussen de verschillende grootmachten, waaronder Frankrijk, Oostenrijk en Engeland. De meeste conflicten vonden plaats tussen de Fransen en Engelsen en de aan hun geallieerde inheemse Amerikaanse volkeren, maar ook tussen de Spanjaarden en Nederlanders werd gevochten.
In de eerste drie conflicten had Frankrijk dankzij een snelle mobilisatie van zijn troepen en bondgenoten de overhand, maar tijdens de vierde oorlog werden de Fransen door de talrijkere Britten onder de voet gelopen. De overwinning op de Fransen droeg ook bij aan druk die ten slotte uitmondde in de Amerikaanse Onafhankelijkheidsoorlog, omdat de Amerikaanse koloniën zonder de dreiging van Franse invallen Groot-Brittannië niet meer nodig hadden ter verdediging.
Onderstaande tabel geeft de vier oorlogen en hun Europese tegenhangers weer:
| Jaartallen  | Noord-Amerikaanse oorlog   | Europese oorlog              | Vredesverdrag      |
| ----------- | -------------------------- | ---------------------------- | ------------------ |
| 1689 - 1697 | Oorlog van koning Willem   | Negenjarige Oorlog           | Vrede van Rijswijk |
| 1702 - 1713 | Oorlog van koningin Anna   | Spaanse Successieoorlog      | Vrede van Utrecht  |
| 1744 - 1748 | Oorlog van koning George   | Oostenrijkse Successieoorlog | Vrede van Aken     |
| 1754 - 1763 | Franse en Indiaanse Oorlog | Zevenjarige Oorlog           | Vrede van Parijs   |

## Naslagwerk
- Robert Leckie, A Few Acres of Snow: The Saga of the French and Indian Wars. New York, 1999. (ISBN 0471246905)